# Richard Bruno Heydrich
Richard Bruno Heydrich (23. února 1865, Leuben – 24. srpna 1938, nedaleko Drážďan) byl německý operní pěvec a hudební skladatel. Byl otcem nacistického pohlavára Reinharda Heydricha a Heinze a Marie Heydrichových.

## Životopis

### Mládí a studia
Bruno Heydrich byl synem zchudlého truhláře Karla Julia Reinholda Heydricha. Ten zemřel na tuberkulózu, když bylo Brunovi Heydrichovi 11 let, a zanechal po sobě tři syny a tři dcery ve věku od tří do třinácti let, takže Bruno Heydrich prožil dětství v nuzných poměrech. To se nezměnilo ani poté, co se jeho matka Ernestine Wilhelmine v roce 1877 provdala za zámečnického pomocníka Roberta Süsse. Bruno Heydrich a jeho mladší bratr Richard zpívali na jarmarcích, aby doplnili rodinný příjem. Bruno Heydrich, který byl již členem chlapeckého hudebního sboru v Míšni, vystudoval s pomocí stipendia kontrabas a skladbu na konzervatoři v Drážďanech a začal hrát na kontrabas v Meininger Hofkapelle a Dresdner Hofkapelle.
Po pěveckém školení v Drážďanech debutoval v roce 1884 jako tenorista ve dvorním divadle v Sondershausenu a v témže roce se stal členem dvorního divadla ve Výmaru. V letech 1890 až 1893 střídavě pobýval v Magdeburku, Štětíně a Cáchách. Od roku 1893 zpíval v Kolínské opeře především wagnerovský repertoár. V letech 1897 až 1900 byl opět trvale zaměstnán v Dvorním divadle v Braunschweigu. V následujících letech hostoval v různých divadlech. Heydrich byl členem mužského spolku Schlaraffia.

### Operní pěvec
V roce 1895 zpíval Heydrich titulní roli ve světové premiéře operního debutu Hanse Pfitznera Der arme Heinrich ve mohučském divadle. Když byl mladý Pfitzner s právě dokončeným dílem na strastiplné a ponižující cestě napříč Německem, Heydrich se obětavě a zdarma nabídl pro titulní roli, jakmile se pro představení našlo jeviště. Pro operu složil sbory a refrény.
Skládal sbory, písně, orchestrální skladby a opery ve stylu Richarda Wagnera, které se hrály v Kolíně nad Rýnem a Lipsku. Ty se však v repertoáru nedokázaly prosadit. Zanechal po sobě 83 skladeb s opusovými čísly. V roce 1899 založil v Halle nad Sálou konzervatoř, která nesla jeho jméno a později byla pojmenována po Georgu Fridrichu Händelovi.

### Rodina
Heydrichova manželka Elisabeth, rozená Krantzová (1871–1946), pocházela z bohaté rodiny a byla dcerou ředitele drážďanské konzervatoře. Měli tři děti (Reinharda, Heinze a Marii). Skladatelův nejstarší syn, SS-Obergruppenführer Reinhard Heydrich (1904–1942), dostal jméno po hrdinovi opery Amen, která měla premiéru 22. září 1895 v Kolíně nad Rýnem. Devět let před narozením svého syna dal prologu této opery název Reinhards Verbrechen.
Bruno Heydrich se v roce 1916 úspěšně bránil pomluvám o svém židovském původu. Podkladem pro žalobu bylo tvrzení v Musik-Lexikonu Hugo Riemanna, který ve svém vydání z roku 1916 uvedl, že Heydrichovo jméno bylo „vlastně Süß“. Novější genealogický výzkum Heydrichův židovský původ nepotvrdil.
Bruno Heydrich zemřel 24. srpna 1938 v lázních u Drážďan na zápal plic.

## Po smrti
Heydrichův klavírní kvintet op. 5 zazněl 26. května 1942 za přítomnosti Reinharda Heydricha ve Valdštejnském paláci v Praze v rámci „Pražských hudebních týdnů 1942“. Následující den ráno byl proveden atentát na říšského protektora.

## Dílo

### Komorní hudba
- Klavírní trio op. 2
- Smyčcový kvartet op. 3
- Klavírní kvintet op. 5

### Písně
- Abschied O komm doch mein Mädchen: Píseň pro jeden hlas s klavírním doprovodem
- op. 1 Tři písně pro jeden hlas s doprovodem klavíru
- op. 74 Annemarie, Píseň s doprovodem klavíru pro jeden střední hlas (Text Julius Freund)
- op. 75 Riderova píseň

### Opery
- Amen (1895)
- Mír (1907)
- Zufall (1914)
- Das Leiermädchen (Lidová opera)

### Orchestrální hudba
- Symfonie D-dur op. 57